# Michel Salamin
Michel Salamin (* 15. Oktober 1929 in Siders; † 17. Dezember 1993 ebenda) war ein Schweizer Historiker. Sein Spezialgebiet war die Geschichte des Wallis.

## Leben
Der Sohn eines Lehrers und Ehemann einer Schulleiterin für Arzthelferinnen studierte an der Universität in Freiburg im Üechtland Philosophie, Französisch und Geschichte. Von 1960 bis 1971 war Salamin Stipendiat des Schweizerischen Nationalfonds zur Förderung der wissenschaftlichen Forschung. In Siders war er von 1969 bis 1980 Laienrichter. Seine Forschung befasst sich vor allem mit der Walliser Geschichte zwischen 1798 und 1815. Er zeigt unter anderem auf, „daß die Helvetik im Wallis eigentlich nie recht Fuß faßte und daß die staatlichen Einrichtungen und eingesetzten Behörden nie richtig funktionierten konnten.“ 1980 erhielt er den Paul-Budry-Preis.

## Werke (Auswahl)
- Histoire politique du Valais sous la République helvétique (1798–1802). Sierre 1957. In: Vallesia. Jahrbuch der Walliser Kantonsbibliothek, des Staatsarchivs und der Museen von Valeria und Majoria 12 (1957) S. 1–280 (Digitalisat in rérodoc). (Zugl. Diss. phil. Fribourg 1957).
- Pages militaires sierroises. Imprimerie Sierroise, Sierre 1962.
- La République indépendante du Valais 1802–1810: l’évolution politique. Manoir, Sierre 1971.
- mit Gérard Pfulg und Maurice Zermatten: Histoire générale. Verlag Edition Delta, La Tour-de-Peilz 1972.
- Le Valais de 1798 à 1940: précédé d’un résumé de l’histoire valaisanne, des origines à 1798. Manoir, Sierre 1978.

### Radiosendung
- Famine en Suisse et émigration (1816–1821). Radio Suisse romande 2: Emission radioscolaire, 2. Februar 1971 (Programmhinweis in: La Liberté, 2. Februar 1971, S. 9; Digitalisat in e-npa.ch).